# Фрідер і Катерлізхен
«Фрідер і Катерлізхен» (нім. Der Frieder und das Katherlieschen) — казка, опублікована братами Грімм у збірці «Дитячі та сімейні казки» (1812, том 1, казка 59). Згідно з класифікацією казкових сюжетів Аарне-Томпсона належить до таких типів казок: 1387, 1541, 1385*, 1291, 1653.

## Сюжет
Фрідер і Катерлізхен — подружня пара. Коли Фрідер йде на поле, Катерлізхен починає смажити ковбаску, коли раптом вирішує піти у погріб і наточити пива. Бувши в погребі, вона розуміє, що пес не прив'язаний і можливо вже потягнув ковбаску зі сковорідки. Катерлізхен ганяється за собацюрою, але не може його спіймати, а водночас пиво біжить і біжить з бочки й затоплює пивницю. Щоб приховати безлад, вона бере мішок доброго пшеничного борошна і посипає ним розлите пиво. Повернувшись додому, Фрідер залишається роздратованим побаченим.
Фрідер має трохи золотих монет і закопує їх у хліву. Коли приходять купці, Катерлізхен обмінює глечик з золотом на глиняні горнятка і миски, і прикрашає ними огорожу. Коли повертається Фрідер, вони йдуть наздогнати злодіїв, але Катерлізхен відстає і коли їй стає шкода зриті колії на дорозі, вона вирішує помастити їх маслом. Крім того, коли сир випадає у неї з торби й котиться з гори, вона скочує весь решта сир, щоб той побіг і привів його назад. Фрідер посилає дружину по їжу, але вона повертається з сушеними грушами, горням з оцтом і дверима від їхнього дому, щоб у такий спосіб вберегти їх. Невдовзі, коли вони вилазять на дерево, щоб там заночувати, саме під тим деревом злодії розкладають вогонь і починають ділити між собою золото. Катерлізхен кидає у них сушеними грушами, але злодії думають, що це птахи слідять, тоді — виливає оцет, але вони думають, що це роса капає, а коли вона скидає з дерева двері, злодії тікають, бо думають, що то чорт з дерева злазить. Фрідер і Катерлізхен повертають своє золото і йдуть додому.
Катерлізхен йде на поле пшеницю жати, але вирішує спочатку поїсти, але після їди стає такою сонною, що ріже собі весь одяг і після довгого сну встає напівгола і не знає хто вона. Вона бачить злодіїв та пропонує їм свою допомогу, а коли ті погоджується, починає кричати, що вони красти збираються. Щоб спекатися її, злодії посилають Катерлізхен в город до священника рвати ріпу. Вирішивши, що це чорт у нього ріпу краде, священник кидається тікати так швидко, що зі страху навіть перестає кульгати.